# Michel Castellani (football)
Pour les articles homonymes, voir Castellani.
Michel Castellani est un footballeur français, né le 23 décembre 1959 à Marseille. Il évolue au poste d'attaquant de la fin des années 1970 au milieu des années 1980. 
Formé à l'Olympique de Marseille, il joue ensuite à La Berrichonne de Châteauroux et au Stade français.

## Biographie
Natif de Marseille, il évolue à l'Olympique de Marseille pendant la période des « Minots » ; il est avec Christian Caminiti l'un des deux seuls joueurs professionnels de la fin de saison 1981-1982,.
Il dispute cinq saisons à l'OM, deux saisons à La Berrichonne de Châteauroux entre 1982 et 1984, et deux saisons au Stade français entre 1984 et 1986.